# Fernando Benítez
Fernando Benítez Gutiérrez (Ciudad de México, 16 de enero de 1912 - Ibídem, 21 de febrero de 2000) fue un periodista, escritor, editor e historiador mexicano.
Fue fundador de los suplementos culturales México en la Cultura en el diario Novedades; La Cultura en México en la revista Siempre!; Sábado en Unomásuno; y La Jornada Semanal en La Jornada.

## Trayectoria
Nació el 16 de enero de 1912 en la Ciudad de México, siendo hijo de Fernando Benítez Beistegui y de Guadalupe Gutiérrez Zamora. En 1934 comienza su labor periodística en la Revista de Revistas. Entre 1936 y 1947, Benítez fue reportero, editorialista y director del diario El Nacional. En el periódico Novedades, fundó y dirigió el suplemento dominical México en la Cultura, entre 1949 y 1961. De 1962 a 1970, dirigió La cultura en México, en la revista Siempre!; Sábado, del diario Unomásuno, entre 1977 y 1983; y La Jornada Semanal entre 1984 y 1995.
El interés que mostró por la historia Benítez luego de su amistad con Salvador Noriega lo llevó a enfocar sus obras desde los puntos histórico y antropológico. Fue profesor en la Facultad de Ciencias Políticas y Sociales de la UNAM.
Como diplomático, sirvió en el extranjero como consejero adscrito a la embajada de México en China (1987-1988) y como embajador de México ante República Dominicana (1991-1994).
Falleció en la Ciudad de México el 21 de febrero de 2000.

## Premios y distinciones
Recibió varios premios, entre los que se encuentran: 
- Premio Mazatlán de Literatura 1969 con Los indios de México
- Premio Nacional de Lingüística y Literatura en 1978.[7]
- Premio Nacional de Antropología
- Premio Nacional de Periodismo de México en divulgación cultural de 1986.[8]

## Obra publicada
Ensayo histórico
- La Ruta de Hernán Cortés, 1950
- La vida criolla en el siglo XVI, 1953
- La última trinchera, 1963
- La ruta de la libertad, 1976
- Lázaro Cárdenas y la revolución mexicana, 1977 (3 volúmenes: 1. El porfirismo; 2. El caudillismo; 3. El cardenismo)
- Los demonios en el convento: sexo y religión en la Nueva España, 1985
- El libro de los desastres, 1988
- 1992 qué celebramos, qué lamentamos?, 1992
- El peso de la noche: Nueva España de la edad de plata a la edad de fuego, 1996

Crónica, periodismo y libros de viaje
- Ki, el drama de un pueblo y de una planta, 1956
- China a la vista, 1953
- Viaje a la Tarahumara, 1960
- Viaje al centro de México, 1975
- Entrevistas con un solo tema: Lázaro Cárdenas, 1979

Antropología
- Los hongos alucinantes, 1964
- Los indios de México, 1968 (5 volúmenes)
- En la tierra mágica del peyote, 1968
- Tierra incógnita, 1972
- Historia de un chamán cora, 1973
- Dioses y demonios, 1982

Novelas
- El rey viejo, 1959
- El agua envenenada, 1961

Otros
- Genio y figura, 1982
- Historia de la Ciudad de México, 1983
- La ciudad que perdimos: escritos de juventud (1934-1938), 2000

Biografía
- Juárez, 1986
- Morelos, 1998
- Cristóbal Colón

Selecciones, recopilaciones, antologías
- Los indios de México: antología, 1989
- Fernándo Benítez, ayer y hoy: antología de textos, 2000

### En la tierra mágica del peyote

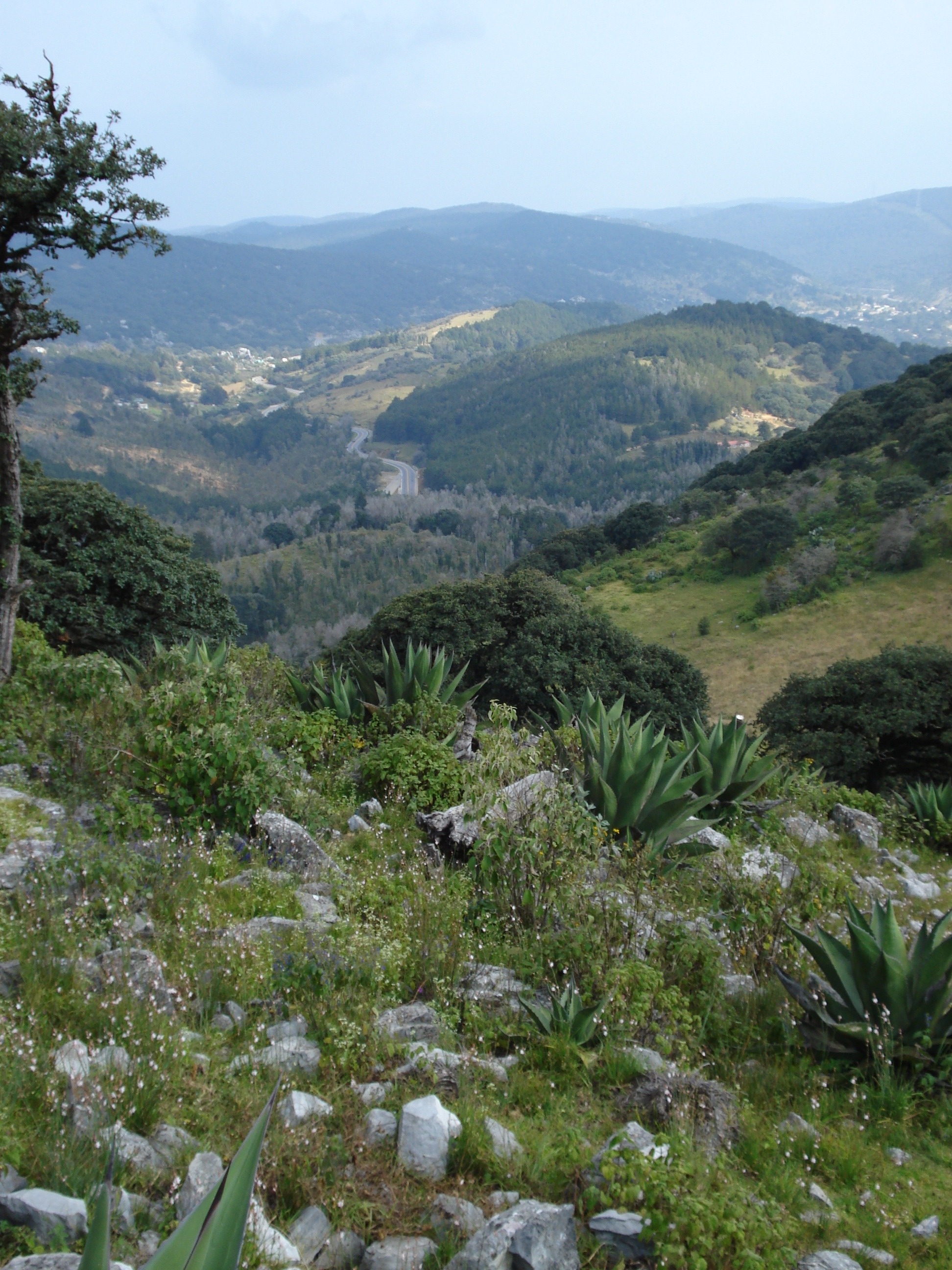
Sierra de Álvarez y Valle de los Fantasmas.

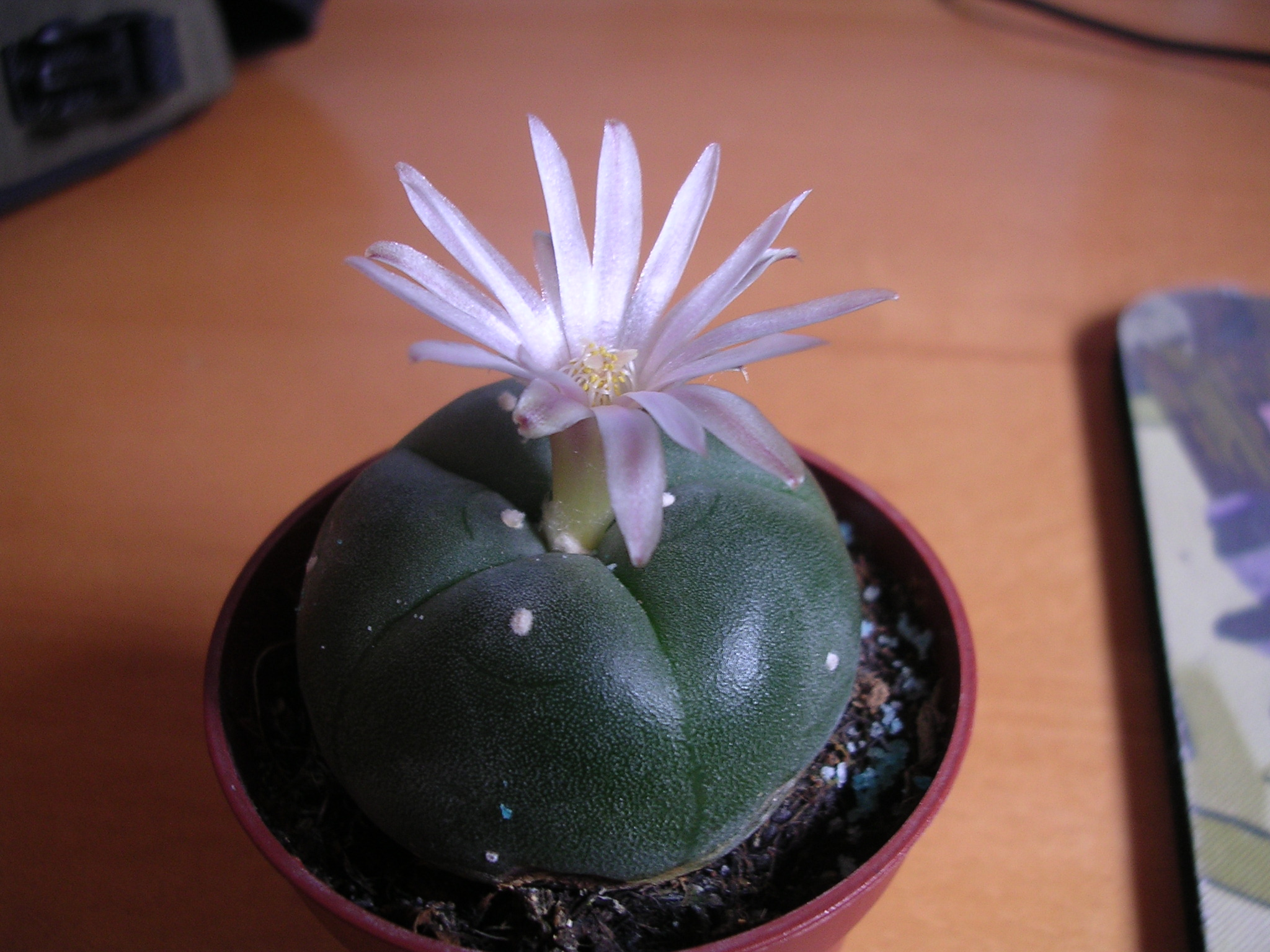
Una planta de peyote florecida.

Se trata de un estudio sobre los huicholes y de como al repetir, en su peregrinación mística al desierto de San Luis Potosí,  la cacería sagrada emprendida por los dioses en el tiempo originario, aspira a hacerse contemporáneos de esos dioses. Benítez participó en la peregrinación anual de los indígenas huicholes a Real de Catorce. Compara el uso actual de las drogas alucinantes con el realizado en  una sociedad a la que se considera primitiva, regida por un pensamiento mítico.